# شهرآورد استقلال و شاهین
شهرآورد استقلال و شاهین رویارویی تاریخی دو باشگاه فوتبال تهرانی است که نخستین شهرآورد تهران محسوب می‌شود. تاج (نام سابق استقلال) و شاهین در کنار باشگاه فوتبال دارایی سه قطب اصلی فوتبال تهران را تشکیل می‌دادند و به دلیل پرطرفدار بودن و خاستگاه‌های متفاوت دو تیم، دیدارهای رو در روی استقلال و شاهین همواره با حساسیت زیادی برگزار می‌شد به گونه‌ای که تا سال‌ها این بازی نقطه عطف جام باشگاه‌های تهران بود و تا پیش از انحلال شاهین در سال ۱۳۴۶ این بازی شهرآورد اصلی تهران بود. این رویارویی عموماً به جنجال و درگیری نیز کشیده می‌شد و کم‌کم موجودیتی فراتر از رقابت دو تیم در زمین فوتبال یافت و از دهه ۱۳۴۰ به بعد عامل رونق و شکوفایی فوتبال ایران شد. اما با قدرت گرفتن پرسپولیس و تعطیلی دو سالهٔ باشگاه شاهین در اواخر دهه ۱۳۴۰ رفته رفته از حساسیت و جذابیت این بازی کاسته شد.
نخستین رویارویی دو تیم در سال ۱۳۲۵ و در چارچوب جام باشگاه‌های تهران ۱۳۲۵ برگزار شد که بازی با نتیجه مساوی ۱–۱ پایان یافت، آخرین رویارویی دو تیم نیز ۴۵ سال بعد در سال ۱۳۷۰ و باز هم در چارچوب مسابقات جام باشگاه‌های تهران برگزار شد و دو تیم باز هم به نتیجه مساوی ۱–۱ دست یافتند.

## پیشینه

تیم دوچرخه‌سواران در ۱۳۲۵ و نخستین فصل حضورشان در فوتبال ایران

تیم شاهین در ۱۳۲۷ با کاپ قهرمانی جام حذفی تهران ۱۳۲۷

باشگاه فوتبال شاهین در سال ۱۳۲۱ راه‌اندازی شد و باشگاه فوتبال دوچرخه‌سواران سه سال بعد و در سال ۱۳۲۴ شروع به کار کرد. دو تیم تقریباً از همان ابتدا جز تیم‌های قدرتمند و پرطرفدار تهران بودند و در کنار تیم دارایی تنها تیم‌های تهرانی بودند که هواداران را به ورزشگاه می‌کشاندند. تاج (نام دوچرخه‌سواران از ۱۳۲۸ به بعد) و شاهین از همان ابتدا از تیم‌های مدعی بودند به گونه‌ای که در سال ۱۳۲۵ که نخستین رویارویی مستقیم دو تیم در جام باشگاه‌های تهران می‌باشد به ترتیب عنوان‌های دوم و سوم را از آن خود کردند و بعد از آن نیز همواره در رده‌های بالای جدول حضور داشتند و در سال‌های بعد به ویژه در دهه ۱۳۳۰ خورشیدی به دفعات دیدارهای نهایی جام باشگاه‌ها و حذفی تهران را برگزار کردند. همچنین با گذر زمان نوع و خاستگاه هواداران دو تیم از یکدیگر متمایز شدند و این خود کم‌کم بر حساسیت بازی‌های دو تیم افزود. از سوی دیگر خاستگاه‌های متفاوت بنیانگذاران دو تیم نیز بیش از پیش بر تمایز این دو باشگاه از یکدیگر می‌افزود، اکرامی یک معلم بود و خسروانی یک نظامی.

### دوچرخه‌سواران و شاهین: ۱۳۲۶–۱۳۲۵
نخستین رویارویی شاهین در جریان مسابقات جام باشگاه‌های تهران در سال ۱۳۲۵ برگزار شد که دو تیم به نتیجه مساوی ۱–۱ رضایت دادند و تیم‌های دوچرخه‌سواران و شاهین در پایان مسابقات آن سال موفق شدند به ترتیب عنوان‌های دوم و سوم را از آن خود کنند. در مسابقات جام حذفی آن سال دو تیم یک بار دیگر در مقابل یکدیگر قرار گرفتند و تیم تاج شاهین را حذف کرد و در نهایت نائب قهرمان شد.

### تاج و شاهین: ۱۳۴۵–۱۳۲۸
از سال ۱۳۲۸ و با تغییر نام باشگاه دوچرخه‌سواران به تاج رقابت‌های دو تیم حساس‌تر هم شد. مسئولان شاهین هیچگاه در مراکز قدرت دست نداشتند و مسئولان فدراسیون فوتبال و گردانندگان فوتبال تهران هیچگاه از بین مسئولان شاهین نبودند حال آنکه تیم تاج مخصوصاً بعد از تغییر نام روز به روز بیشتر به مراکز قدرت نزدیک می‌شد و این بر حساسیت بازی‌های دو تیم می‌افزود.
اوج رقابت‌های دو تیم در دهه ۳۰ بود که دو تیم ۴ بار در فینال مسابقات جام باشگاه‌های تهران با یکدیگر رو در رو شدند که هر کدام دو بار موفق به پیروزی در بازی نهایی و قهرمانی در مسابقات آن سال شدند. رویارویی دو تیم دهه ۳۰ تا ۱۹ هزار طرفدار را به ورزشگاه امجدیه می‌کشاند که این برای فوتبال باشگاهی تهران در آن زمان یک رکورد محسوب می‌شد.

عکس دسته جمعی بازیکنان دو تیم پیش از دیدار تاج و شاهین در چارچوب مسابقات جام باشگاه‌های تهران ۴۵–۱۳۴۴

از ابتدای دهه ۴۰ تیم دارایی، دیگر تیم پرطرفدار تهران قدرتمندتر شد و تعدادی از مسئولان و مدیران فدراسیون فوتبال از بین نزدیکان به تیم دارایی انتخاب شدند، در عین حال تیم شهربانی با نام جدید پاس و اساس‌نامه‌ای متفاوت پا به مسابقات گذاشت. بر اساس اساس‌نامه جدید پاس بازیکنان نظامی موظف بودند در تیم پاس که متعلق به پلیس بود بازی کنند و این باعث شد تعدادی از بازیکنان نظامی تیم تاج به تیم جدید پاس بروند و به این ترتیب از قدرت تیم تاج کاسته شد. مجموع این اتفاقات باعث شد تا حد زیادی از حساسیت بازی تاج و شاهین کاسته شود و حتی دو تیم که در دهه ۳۰ قدرت‌های اصلی فوتبال تهران بودند تا حدی احساس خطر کنند به گونه‌ای که اتحادی ظاهری بین دو تیم شکل گرفت و حتی منتخبی از تاج و شاهین بازی‌های دوستانه ای با تیم‌های خارجی همچون واشاش، ترنچین و فنرباغچه برگزار کرد که البته در تمامی این بازی‌های بازنده شد.

### تاج و شهباز: ۱۳۵۷–۱۳۵۵

با بازگشت شاهین (با نام شهباز) به فوتبال ایران از فصل ۱۳۵۵ رویارویی دو تیم از سر گرفته شد

در سال ۱۳۴۶ با دستور سازمان ورزش و تفریحات ایران باشگاه شاهین برای همیشه منحل شد و این انحلال باعث توقف رویارویی دو تیم شد. اما رایزنی‌های مسئولان شاهین با سازمان ورزش و جوانان سرانجام باعث شد تا در دهه ۵۰ تیم شاهین با شروطی دوباره به مسابقات سراسری بازگردد که از جمله آن شروط تغییر نام شاهین بود. بدین ترتیب مسئولان شاهین تیم را با نام شهباز که یکی از تیم‌های زیر مجموعه شاهین بود در مسابقات شرکت دادند و رقابت دو تیم تحت عنوان تاج و شهباز در قالب جام تخت جمشید ادامه پیدا کرد. هر چند با حضور تیم پرسپولیس در سطح نخست فوتبال ایران و تغییر جهت عمده بازیکنان و به تبع آن هواداران شاهین به این تیم، رقابت تاج و شهباز هیچ‌گاه اهمیت و حساسیت سابق را نیافت و حالا شهرآورد اصلی تهران بین دو تیم تاج و پرسپولیس برگزار می‌شد.

### استقلال و شاهین: ۱۳۷۰–۱۳۶۰

دیدار استقلال و شاهین در جام حذفی تهران ۱۳۶۱

در سال ۵۷ با حساس شدن شرایط کشور لیگ تخت‌جمشید بعد از ۱۲ هفته نیمه کاره رها شد و به طبع آن رقابت‌های دو تیم یک بار دیگر متوقف شد. بعد از انقلاب و به خاطر شرایط جنگی کشور مسابقات سراسری برگزار نمی‌شدند و فقط مسابقات استانی در جریان بودند که این امر باعث از سرگیری دوباره جام باشگاه‌های تهران شد و از سال ۱۳۶۰ و در قالب جام باشگاه‌ها و حذفی تهران دو تیم دوباره رو در روی یکدیگر قرار گرفتند و این‌بار شاهین بود که با نام اصلی‌اش در مسابقات شرکت می‌کرد اما تیم تاج مجبور بود با نام جدید خود، استقلال، در مسابقات شرکت کند. دو تیم این بار به مدت یک دهه در مسابقات باشگاهی و حذفی تهران با یکدیگر رقابت کردند تا اینکه در نهایت از اواخر دهه ۶۰ با تأسیس لیگ سراسری ایران و افول قدرت شاهین که در اثر کوچ بازیکنان اصلی این تیم به تیم‌های دیگر (به ویژه استقلال و پرسپولیس) و همچنین قدرت گرفتن تیم‌های دیگر همچون پاس، تیم شاهین که از صحنه نخست فوتبال ایران دور شد و نتوانست در جام آزادگان شرکت کند و دو تیم دیگر هیچ‌گاه با یکدیگر رو در رو نشدند.

## مسابقه‌های مهم

### فینال جام باشگاه‌های تهران ۱۳۳۵
در سال ۱۳۳۵ مسابقات جام قهرمانی باشگاه‌های تهران به صورت دو حذفی برگزار شد، بدین معنی که هر تیم باید دو بار بر تیم حریف پیروز می‌شد تا آن تیم را حذف کند. در عین حال در آن زمان برای تعیین تیم برنده ضربات پنالتی استفاده نمی‌شد و اگر بازی‌ای مساوی می‌شد ۴۸ ساعت بعد بازی تکراری برگزار می‌شد تا برنده مشخص شود. در مرحله گروهی مسابقات تیم شاهین موفق شد با نتیجه ۴ بر ۱ تاج را شکست دهد و به‌طور مستقیم و بدون بازی در مرحله حذفی به دیدار نهایی رفت. تیم تاج نیز با تیم نیروی هوایی بازی کرد تا تکلیف دیگر فینالیست مشخص شود. تیم نیروی هوایی آن بازی را یک بر صفر برد اما بعد مشخص شد که به‌طور غیرقانونی از یک بازیکن خارجی استفاده کرده‌است و این مسئله باعث شد تیم تاج به جای نیروی هوایی به دیدار نهایی برود و یک بار دیگر برابر شاهین قرار بگیرد. بازی نخست دو تیم ۱–۱ مساوی شد و بازی تکراری دو تیم با نتیجه ۳–۳ مساوی شد. بازی سوم را تاج ۳–۱ برد تا یک برد کسب کرده باشد و در بازی چهارم تیم تاج موفق شد با نتیجه ۲–۰ شاهین را شکست بدهد تا قهرمان مسابقات آن سال بشود. بدین ترتیب دو تیم ۴ بار دیدار فینال مسابقات را برگزار کردند تا چهره قهرمان آن سال مشخص شود.

### فینال جام حذفی تهران ۳۷–۱۳۳۶
در سال ۱۳۳۷ دو تیم تاج و شاهین یک بار دیگر در فینال جام باشگاه‌های تهران رو در روی یکدیگر قرار گرفتند. بازی اول فینال ۱–۱ مساوی شد، در بازی تکراری تیم تاج ۳–۲ جلو بود که داور به دلیل تاریکی هوا بازی را نیمه‌کاره متوقف کرد، بازیکنان تیم تاج که خود را قهرمان می‌دانستند تصمیم داور را قبول نکردند و جام باشگاه‌های تهران را از روی میز جوایز برداشتند و با خود به بیرون از ورزشگاه امجدیه بردند که اینکار باعث درگیری هواداران دو تیم در بیرون ورزشگاه شد. سرانجام مسئولان فدراسیون فوتبال مجبور شدند از فدراسیون بین‌المللی فوتبال، فیفا استعلام بگیرند و بر طبق رای فیفا یک بازی تکراری برای مشخص شدن قهرمان جام باشگاه‌های تهران برگزار کردند که تیم شاهین بازی تکراری را با نتیجه ۲–۰ برد و قهرمان آن سال جام باشگاه‌های تهران شد.

### فینال جام باشگاه‌های تهران ۱۳۶۴
بعد از ۲۶ سال دو تیم یک بار دیگر در دیدار نهایی جام باشگاه‌های تهران در مقابل یکدیگر قرار گرفتند که بازی این دو تیم بعد از ۱۲۰ دقیقه مساوی شد تا در ضربات پنالتی تیم استقلال با درخشش ناصر حجازی از سد شاهین بگذرد و قهرمان تهران شود.

## نتایج بازی‌ها
| رنگ | نتیجه       |
| --- | ----------- |
|     | برد استقلال |
|     | برد شاهین   |
|     | تساوی       |

| هم‌آوردی | تاریخ            | استقلال - شاهین        | دوچرخه‌سواران/تاج/استقلال                              | شاهین/شهباز/شاهین                            | مسابقات                     | توضیحات | منبع         |
| ------- | ---------------- | ---------------------- | ----------------------------------------------------- | -------------------------------------------- | --------------------------- | --- | ------------ |
| ۱       | ۲۲ آذر ۱۳۲۵      | ۱–۱                    | ؟                                                     | ؟                                            | جام باشگاه‌های تهران ۱۳۲۵    | نخستین شهرآورد تاج و شاهین | [ ۵ ]        |
| ۲       | ۲۶ بهمن ۱۳۲۵     | ۱–۰                    | ؟                                                     | -                                            | جام حذفی تهران ۱۳۲۵         | | [ ۵ ]        |
| ۳       | ۲۷ آذر ۱۳۲۶      | ۰–۲                    | -                                                     | ؟                                            | جام باشگاه‌های تهران ۱۳۲۶    | | [ ۵ ]        |
| ۴       | ۵ اسفند ۱۳۲۸     | ۱–۰                    | ؟                                                     | -                                            | جام باشگاه‌های تهران ۱۳۲۸    | نخستین هم‌آوردی دو تیم که بعد از تغییر نام تیم دوچرخه‌سواران به تاج برگزار می‌شد. | [ ۵ ]        |
| ۵       | ۶ بهمن ۱۳۲۹      | ۲–۵                    |                                                       |                                              | جام حذفی تهران ۱۳۲۹         | |              |
| ۶       | ۴ دی ۱۳۳۰        | ۱–۱                    |                                                       |                                              | جام باشگاه‌های تهران ۱۳۳۰    | دیدار نخست فینال جام باشگاه‌های تهران ۱۳۳۰ |              |
| ۷       | ۶ دی ۱۳۳۰        | ۱–۲                    | ؟                                                     | ؟                                            | جام باشگاه‌های تهران ۱۳۳۰    | دیدار تکراری فینال جام باشگاه‌های تهران ۱۳۳۰ | [ ۵ ]        |
| ۸       | ۱۵ اسفند ۱۳۳۱    | ۲–۲                    |                                                       |                                              | جام باشگاه‌های تهران ۱۳۳۱    | |              |
| ۹       | ۹ بهمن ۱۳۳۲      | ۱–۱                    | ؟                                                     | ؟                                            | جام باشگاه‌های تهران ۱۳۳۲    | | [ ۵ ]        |
| ۱۰      | ۲۲ بهمن ۱۳۳۳     | ۰–۳                    | -                                                     | ؟                                            | جام باشگاه‌های تهران ۱۳۳۳    | | [ ۵ ]        |
| ۱۱      | ۱۸ تیر ۱۳۳۵      | ۱–۴                    | ؟                                                     | ؟                                            | جام باشگاه‌های تهران ۱۳۳۵    | این بازی در مرحله گروهی جام باشگاه‌های تهران برگزار شد و تیم شاهین موفق شد به عنوان سرگروه و به شکل مستقیم به دیدار نهایی راه یابد. | [ ۵ ]        |
| ۱۲      | ۱۹ مرداد ۱۳۳۵    | ۱–۱                    | ؟                                                     | ؟                                            | جام باشگاه‌های تهران ۱۳۳۵    | بازی فینال مسابقات باشگاه‌های تهران که در آن سال در مراحل حذفی به صورت دو حذفی برگزار می‌شد بدین معنی که هر تیم باید دو بازی را می‌برد تا برنده شود. این دیدار اول فینال بین دو تیم بود که مساوی شد.                                                                                        | [ ۵ ]        |
| ۱۳      | ۲۸ مرداد ۱۳۳۵    | ۳–۳                    | ؟                                                     | ؟                                            | جام باشگاه‌های تهران ۱۳۳۵    | دیدار تکراری فینال که باز هم مساوی شد. | [ ۵ ]        |
| ۱۴      | ۲ شهریور ۱۳۳۵    | ۳–۱                    | ؟                                                     | ؟                                            | جام باشگاه‌های تهران ۱۳۳۵    | برد نخست تیم تاج در دیدار فینال | [ ۵ ]        |
| ۱۵      | ۹ شهریور ۱۳۳۵    | ۲–۰                    | ؟                                                     | -                                            | جام باشگاه‌های تهران ۱۳۳۵    | برد دوم تیم تاج در فینال که باعث قهرمانی این تیم و نائب قهرمانی شاهین شد. | [ ۵ ]        |
| ۱۶      | ۵ اردیبهشت ۱۳۳۷  | ۱–۱                    | ؟                                                     | ؟                                            | جام حذفی تهران ۳۷–۱۳۳۶      | دیدار نخست فینال جام حذفی تهران ۳۷–۱۳۳۶. | [ ۵ ]        |
| ۱۷      | ۱۲ اردیبهشت ۱۳۳۷ | ۳–۲                    |                                                       |                                              | جام حذفی تهران ۳۷–۱۳۳۶      | دیدار تکراری فینال جام حذفی تهران ۳۷–۱۳۳۶ که ناتمام ماند. |              |
| ۱۸      | ۱۶ آبان ۱۳۳۷     | ۰–۲                    | -                                                     | ؟                                            | جام حذفی تهران ۳۷–۱۳۳۶      | دیدار تکراری فینال مسابقات جام باشگاهی تهران که با برد و قهرمان شاهین به پایان رسید. | [ ۵ ]        |
| ۱۹      | ۲۷ فروردین ۱۳۳۸  | ۲–۲                    | ؟                                                     | ؟                                            | جام حذفی تهران ۳۸–۱۳۳۷      | نخستین دیدار فینال جام حذفی تهران ۳۸–۱۳۳۷ | [ ۵ ]        |
| ۲۰      | ۱۰ اردیبهشت ۱۳۳۸ | ۰–۰                    | -                                                     | -                                            | جام حذفی تهران ۳۸–۱۳۳۷      | دیدار دوم فینال جام حذفی تهران ۳۸–۱۳۳۷ | [ ۵ ]        |
| ۲۱      | ۲۵ اردیبهشت ۱۳۳۸ | ۲–۰                    | ؟                                                     | -                                            | جام حذفی تهران ۳۸–۱۳۳۷      | دیدار سوم و پایانی فینال جام حذفی تهران ۳۸–۱۳۳۷ | [ ۵ ]        |
| ۲۲      | ۱۴ آبان ۱۳۳۸     | ۱–۱                    | ؟                                                     | ؟                                            | دیدار دوستانه               | | [ ۵ ]        |
| ۲۳      | ۲۱ دی ۱۳۳۸       |                        | ؟                                                     | ؟                                            | جام باشگاه‌های تهران ۱۳۳۸    | در منابع موجود نتیجه این بازی ثبت نشده و تنها به پیروزی تیم تاج اشاره شده‌است. |              |
| ۲۴      | آبان ۱۳۳۹        | ۱–۰                    | بیوک جدی‌کار                                           | -                                            | دیدار دوستانه               | | [ ۵ ]        |
| ۲۵      | ۱۱ فروردین ۱۳۴۰  | ۱–۰                    | نادر افشار علوی                                       | -                                            | جام باشگاه‌های تهران ۴۰–۱۳۳۹ | | [ ۵ ]        |
| ۲۶      | ۲۷ فروردین ۱۳۴۱  | ۳–۴                    | ؟                                                     | ؟                                            | جام باشگاه‌های تهران ۴۱–۱۳۴۰ | | [ ۵ ]        |
| ۲۷      | ۳۰ شهریور ۱۳۴۱   | ۰–۱                    | -                                                     | ؟                                            | دیدار خیریه                 | دیدار خیریه که به نفع زلزله زدگان زمین‌لرزه ۱۳۴۱ بوئین‌زهرا برگزار شد. | [ ۵ ]        |
| ۲۸      | آبان ۱۳۴۱        | ۲–۱                    | ؟                                                     | ؟                                            | دیدار دوستانه               | | [ ۵ ]        |
| ۲۹      | ۴ دی ۱۳۴۱        | (۳) ۱–۰ (۰)            |                                                       |                                              | جام باشگاه‌های تهران ۱۳۴۱    | داور در دقیقه ۵۴ گل تیم شاهین را مردود اعلام کرد و در پی این تصمیم بازیکنان شاهین ترک زمین کردند و بازی نیمه تمام ماند و به سود تاج تهران ثبت شد. |              |
| ۳۰      | ۱۳۴۲             | ۰–۳                    | -                                                     | ؟                                            | دیدار دوستانه               | دیدار تشریفاتی در مراسم افتتاحیه مسابقات قهرمانی کشور که در حضور شاه برگزار می‌شود و تیم شاهین در ۳۵ دقیقه موفق شد ۳ بار دروازه تیم تاج را باز کند. با شعار هواداران شاهین که بخشی فریاد می‌زدند «شا» و بخش دیگری پاسخ می‌دادند «هین» شاه ورزشگاه را ترک می‌کند و مسابقه نیمه‌کاره رها می‌شود. | [ ۵ ] [ ۱۵ ] |
| ۳۱      | ۲۳ مهر ۱۳۴۴      | ۱–۲                    | ؟                                                     | ؟                                            | جام باشگاه‌های تهران ۱۳۴۴    | | [ ۵ ]        |
| ۳۲      | ۸ بهمن ۱۳۴۴      | ۳–۱                    | کامبیز جمالی (۲۰)، علی جباری (۶۱)، مرتضی شرکا (۸۴)    | ناظم گنجاپور (۱۶)                            | جام باشگاه‌های تهران ۴۵–۱۳۴۴ | |              |
| ۳۳      | ۲۲ مرداد ۱۳۵۵    | ۴–۲                    | حسن روشن (۱۰)، هادی نراقی (۳۱ و ۵۰)، مسعود مژدهی (۴۴) | مجد تیموری (۴۷)، علی حیدری (۵۹)              | جام تخت‌جمشید ۱۳۵۵           | نخستین دیدار دو تیم بعد از بازگشت شاهین به فوتبال ایران در دهه ۵۰. مقامات وقت به تیم شاهین اجازه دادند به فوتبال ایران بازگردد اما بدون استفاده از نام شاهین. مسئولان تیم شاهین نیز تیم را با نام شهباز در مسابقات شرکت دادند. نخستین بازی دو تیم در ورزشگاه آزادی.                      | [ ۱۶ ]       |
| ۳۴      | ۵ آذر ۱۳۵۵       | ۱–۲                    | هادی نراقی (۹)                                        | غلام‌حسین مظلومی (۴)، علی حیدری (۳۱)          | جام تخت‌جمشید ۱۳۵۵           | | [ ۱۶ ]       |
| ۳۵      | ۳۰ مرداد ۱۳۵۶    | ۱–۳                    | هادی نراقی                                            | نصرالله عبداللهی، غلام‌حسین مظلومی، علی حیدری | جام تخت‌جمشید ۱۳۵۶           | |              |
| ۳۶      | ۱ بهمن ۱۳۵۶      | ۲–۰                    | ایرج دانایی‌فرد (دو گل)                                | -                                            | جام تخت‌جمشید ۱۳۵۶           | |              |
| ۳۷      | ۱۹ اسفند ۱۳۵۶    | ۲–۱                    | پرویز مظلومی (دو گل)                                  | رضا عادل خانی                                | جام تخت‌جمشید ۱۳۵۷           | آخرین بازی دو تیم پیش از پیروزی انقلاب. | [ ۱۷ ]       |
| ۳۸      | ۲۶ شهریور ۱۳۶۰   | ۱–۱                    | ؟                                                     | ؟                                            | جام باشگاه‌های تهران ۱۳۶۰    | نخستین دیدار دو تیم بعد از پیروزی انقلاب. تیم تاج با نام جدید استقلال و تیم شاهین مجدداً با نام اصلی شاهین در مسابقات حاضر شدند. بعد از ۲۲ سال دو تیم به نتیجه مساوی رسیدند. |              |
| ۳۹      | ۱ بهمن ۱۳۶۰      | ۱–۲                    | ؟                                                     | ؟                                            | جام حذفی تهران ۱۳۶۰         | |              |
| ۴۰      | ۵ بهمن ۱۳۶۱      | ۲–۱                    | ؟                                                     | ؟                                            | جام باشگاه‌های تهران ۱۳۶۱    | |              |
| ۴۱      | ۶ اسفند ۱۳۶۱     | ۱–۰                    | ؟                                                     | -                                            | جام حذفی تهران ۱۳۶۱         | |              |
| ۴۲      | ۱۱ آذر ۱۳۶۲      | ۱–۰                    | ؟                                                     | -                                            | جام باشگاه‌های تهران ۱۳۶۲    | |              |
| ۴۳      | ۶ مهر ۱۳۶۳       | ۳–۱                    | ؟                                                     | ؟                                            | جام باشگاه‌های تهران ۱۳۶۳    | |              |
| ۴۴      | ۱۵ مرداد ۱۳۶۴    | ۱–۳                    | ؟                                                     | ؟                                            | جام باشگاه‌های تهران ۱۳۶۴    | این بازی در مرحله گروهی جام باشگاه‌های تهران برگزار شد. آخرین پیروزی شاهین در برابر استقلال. |              |
| ۴۵      | ۲۴ دی ۱۳۶۴       | ۱–۱ ضربات پنالتی (۴–۲) | ؟                                                     | ؟                                            | جام باشگاه‌های تهران ۱۳۶۴    | دو تیم بعد از ۲۶ سال یک بار دیگر در دیدار نهایی جام باشگاه‌های تهران در مقابل یکدیگر صف‌آرایی کردند که تیم استقلال در ضربات پنالتی پیروز و قهرمان تهران شد. |              |
| ۴۶      | ۹ اردیبهشت ۱۳۶۵  | ۱–۱                    | ؟                                                     | ؟                                            | جام باشگاه‌های تهران ۱۳۶۵    | |              |
| ۴۷      | ۲۵ فروردین ۱۳۶۶  | ۰–۰                    | -                                                     | -                                            | جام باشگاه‌های تهران ۱۳۶۶    | |              |
| ۴۸      | ۲۹ مهر ۱۳۶۷      | ۱–۰                    | مختاری‌فر '۳۸ (پنالتی)                                 | -                                            | جام باشگاه‌های تهران ۱۳۶۷    | آخرین برد استقلال در برابر شاهین |              |
| ۴۹      | ۱۲ مرداد ۱۳۶۸    | ۰–۰                    | -                                                     | -                                            | جام باشگاه‌های تهران ۱۳۶۸    | |              |
| ۵۰      | ۲۰ خرداد ۱۳۶۹    | ۱–۱                    | بیانی '۳                                              | برقی '۷۷                                     | جام باشگاه‌های تهران ۱۳۶۹    | |              |
| ۵۱      | ۱۰ دی ۱۳۷۰       | ۱–۱                    | فنونی‌زاده '۸۱                                         | خوشکار '۳                                    | جام باشگاه‌های تهران ۱۳۷۰    | |              |

## آمار و رکوردها

### آمار نتیجه‌ها
| رتبه | تیم     | بازی | برد | مساوی | باخت | زده | خورده | تفاضل | امتیاز |
| ---- | ------- | ---- | --- | ----- | ---- | --- | ----- | ----- | ------ |
| ۱    | استقلال | ۵۱   | ۲۰  | ۱۷    | ۱۴   | ۶۶  | ۶۶    | ۰     | ۷۷     |
| ۲    | شاهین   | ۵۱   | ۱۴  | ۱۷    | ۲۰   | ۶۶  | ۶۶    | ۰     | ۵۹     |

| جام                 | بازی | برد استقلال | تساوی | برد شاهین |
| ------------------- | ---- | ----------- | ----- | --------- |
| جام باشگاه‌های تهران | ۳۲   | ۱۱          | ۱۳    | ۸         |
| جام حذفی تهران      | ۸    | ۴           | ۳     | ۱         |
| دوستانه             | ۶    | ۲           | ۱     | ۳         |
| لیگ تخت جمشید       | ۵    | ۳           | ۰     | ۲         |
| مجموع               | ۵۱   | ۲۰          | ۱۷    | ۱۴        |